# الانتخابات البرلمانية السودانية 1978
أجريت الانتخابات البرلمانية في السودان بين 2 و 11 فبراير 1978م وتم زيادة مجلس الشعب من 250 مقعداً إلى 304 مقعدًا و تم انتخاب 274 مقعداً منها وتعيين 30 من قبل الرئيس جعفر نميري .
في ذالك الوقت كان الاتحاد الاشتراكي السوداني هو الحزب القانوني الوحيد وقد فاز بجميع المقاعد التي يبلغ عددها 274 مقعدًا.